# Datatekniksektionen inom Lunds Tekniska Högskola
D-sektionen inom TLTH är en studentsektion under Teknologkåren vid Lunds tekniska högskola och brukar förkortas D-sektionen. Sektionens medlemmar består av de studenter som pluggar civilingenjör i datateknik, samt civilingenjör i informations- och kommunikationsteknik. Datatekniklinjen i Lund skapades 1982 som den andra datalinjen i Sverige, efter Linköpings Tekniska Högskola (LiTH), av Lars Arosenius (IBM), Karl Johan Åström (professor reglerteknik), Rolf Johannesson (professor IT) och Jan Blomqvist (lärare på teknisk fysik). Första årskullen bestod av 30 studenter.